# Repélega
Repélega (en euskera, Errepelega) es un barrio de Portugalete, situado en la provincia de Vizcaya, País Vasco, España.
Figura también con el nombre de Repélaga en alguna documentación (1840-1917).
Está situado junto a los municipios de Sestao y Trapagaran.
Hasta 1933 perteneció al municipio de Santurce, el paso a Portugalete de Repélega, Rivas, Galindo (parte portugaluja) y La Sierra fue debido a su lejanía con el centro de Santurce (1,5 km) y su cercanía al centro de Portugalete para hacer cualquier gestión o compra.
Eclesiásticamente pertenecía a Sestao y los niños nacidos en cualquiera de los barrios que formaron lo que hoy en día se conoce como Repélega eran bautizados en la iglesia de Sta. María de Sestao. Posteriormente y bastantes años después de la anexión civil a Portugalete, se dio también la anexión eclesiástica a la villa portugaluja. 
Hoy en día, se identifica a Repélega con un área mayor al del segregado del municipio de Santurtzi.
En cuanto a toponimia se pueden citar varios parajes: Iturburu, Ganeza o Ganeta, Arana, etc.

## Fiestas y celebraciones
Fiestas en honor a San Cristóbal (10 de julio), se celebra una misa en su honor, tras la misa se bendicen todo tipo de vehículos (camiones, coches...), pidiéndole a San Cristóbal (patrón de los conductores) que los proteja.

## Historia
Repélega es un barrio de Portugalete que perteneció a Santurce hasta el año 1933 y antes en los Tres Concejos del Valle de Somorrostro.
Tradicionalmente Repélega era un barrio de campesinos. Durante las guerras carlistas los aldeanos de Repélega se posicionaron a favor del bando carlista debido a que querían conservar los fueros de Vizcaya.
Durante la industrialización Repélega jugó un papel reseñable, ya que a falta de lugar para construir se comenzó a edificar en esta zona.
En los años 30 se levantantó en Azeta (zona portugaluja) el Colegio Antonio Trueba y tras ellos el Poblado Babcock & Wilcox (1951-1960). Repélega tuvo su primer hito urbanístico en 1925 con la construcción de la barriada de casas baratas de Villanueva, obra de Santos Zunzunegui, y, en 1936, las de El Progreso.
En los años 60 se implantaron en sus terrenos empresas tan importantes como Aceprosa (1964), Talleres Urbasa, Hierros Arbulu, etc., y nace el Grupo Alonso Allende con cuatro rascacielos.
La iglesia de San Cristóbal que se encontraba en el cruce entre Repelega, Rivas y La Sierra (en el paraje conocido como Iturburu) pasa a convertirse en escuela de maestría industrial y se traslada el culto a una nueva iglesia de hormigón en la zona alta, junto al Grupo Alonso Allende.
En los locales de la antigua iglesia había una escuela de párvulos, un ambigú y tenía su sede el grupo de danzas Ikusgarri, trasladándose todas estas equipaciones a la nueva iglesia.
Asimismo en lo que se conocía como La Casa del Cura, en Rivas, también se impartían clases de primaria y bachillerato.
Junto a la vieja iglesia se encontraba la Campa de San Cristóbal, un espacio acotado con muros y una gran verja de entrada, con árboles centenarios. Allí se celebraba la romería de San Cristóbal con alardes de danzas (Ikusgarri), concursos de jotas y aurresku, juegos infantiles, etc.
Hay que hacer una mención especial al grupo de danzas Ikusgarri de Repelega por la gran labor cultural que ha realizado y sigue realizando durante muchísimos años.
Posteriormente, ya en la primera década del siglo XXI fue desaparaciendo todo el entramado industrial que quedaba en Repélega e incluso el paisaje urbano cambió radicalmente. Se movieron muchísimas toneladas de tierra, alisando un paisaje de valles y grandes laderas para construir el Hipermercado Ballonti y rodearlo de una gran zona residencial, enterrando bajo estas construcciones los barrios de Repélega, Rivas y La Sierra, pudiendo decirse actualmente que no queda casi ningún vestigio de lo que fue la Repelega rural. Con expepcion de las laderas que bajan al río Ballonti-Galindo han desaparecido todas las zonas verdes de Repélega 
Hoy en día Repélega está considerado como un barrio de Portugalete pero parte de sus habitantes defienden la importancia de Repélega como pueblo y piden su desanexión.

## Equipamientos
- Ambulatorio médico de Repélega.
- Iglesia de San Cristóbal.
- Parroquia de la Sagrada Familia.
- Campo de fútbol de Rivas.
- Instituto Politécnico.
- Centro Comercial Ballonti.
- Mercadillo los jueves y sábados por la mañana.

## Transportes y comunicaciones

### Carreteras
- Autovía del Cantábrico (Irún-Santiago de Compostela).
- BI-628  Eje del Ballonti

### Transporte público por carretera
Bizkaibus
- A3122 Bilbao - Sestao - Repélega
- A3129 Lutxana - Cruces - Santurce
- A3131 Barakaldo - Sestao - Repélega
- A3135 Sestao - Kabiezes
- A3331 Sestao - Valle de Trápaga
- A3335 Sestao - Muskiz

### Transporte público por ferrocarril
Metro Bilbao
- Línea 2 (Etxebarri / Santurtzi) Estación de Abatxolo y Estación de Portugalete

## Personas Ilustres
- Juan Vicente de Durañona (1844 - 1904), benefactor de Repélega , alcalde de la Villa de Portugalete en 1.888
- Eusebio Ríos Fernández (Galindo-Portugalete, 30 de marzo de 1935 - Portugalete, 10 de mayo de 2008) fue un futbolista y entrenador de fútbol (Real Betis Balompié), padre del exfutbolista del Betis y Athletic Club Roberto Ríos.
- José Manuel Galdames (Baracaldo,1970 - ) exfutbolista del Athletic Club
- Jon Uribarrena (Portugalete,1969) exfutbolista del Athletic Club
- Ander Capa. Portugalete(1992) Futbolista Athletic Club

- Unai Nuñez. Futbolista Athletic Club

## Localización
43°19′02″N 03°01′01″W / 43.31722, -3.01694
- Datos: Q9068152